# Гото, Фумио
Фумио Гото (後藤文夫; 7 марта 1884 — 1 мая 1980) — японский политик и чиновник, три дня занимал пост премьер-министра Японии в 1936 году.

## Биография
Родился в префектуре Оита, Гото был выпускником юридического факультета Токийского университета в 1909 году. В начале своей карьеры в 1920-х годах он работал в министерстве внутренних дел, а также был директором администрации в офисе генерал-губернатора Тайваня.
В 1930-е годы, Гото был назначен на место в Палате пэров в Парламенте Японии. Занимал пост министра сельского, лесного и рыбного хозяйства с 1932 по 1934 год в кабинете премьер—министра Сайто Макото, а затем был министром внутренних дел в кабинете Кэйсукэ Окада.
Сразу же после Инцидента 26 февраля, Гото занял пост исполняющего обязанности премьер — министра в то время как премьер — министр Окада скрывался от покушавшихся на его жизнь. Он был председателем Ассоциации помощи трону в 1941—1943 годах, в кабинете Хидэки Тодзио занял пост государственного министра.
Арестованный американскими оккупационными властями после капитуляции Японии, он содержался в Сугамо в Токио в ожидании судебного преследования за военные преступления, но был освобожден в 1948 году без суда и следствия. С апреля 1953 года по июнь 1959 года он был членом Палаты Советников в послевоенном Парламенте Японии. Был награждён орденом Восходящего Солнца в ноябре 1971 года.